# أرفين أبياه
أرفين أبياه هو لاعب كرة قدم بلجيكي يلعب كمهاجم مع نادي ألميريا الأسباني.